# Аутомобилска гума
Аутомобилска гума, ауто-гума или гума је у најужем смислу округла компонента која се монтира на фелну и преноси снагу на пут и омогућава кретање. Већина данашњих пнеуматика се пумпа ваздухом на одрећени притисак (зависи од типа пнеуматика). Ваздух у пнеуматику чини гуму мекшом и она лакше апсорбује неравнине/неправилности пута и омогућава удобније путовање.
Модерни пнеуматици сачињени су од вештачке гуме, природне гуме, влакана, металне арматуре и других хемијских једињења. Пнеуматске гуме се користе на аутомобилима, бициклима, аутобусима, авионима, мотоциклима, тракторима и другим превозним средствима. Дизајн гуме је прилично сложен и састоји се од много елемената: гајтана, газећег слоја, појаса, рамена, бочне стране и перла.

## Историја
Верује се да су се прве гуме правиле од коже, али су се развојем технологије развијале и друге методе за њихово коришћење. Прву пнеуматску гуму направио је Роберт Вилијан Томпсон 1847. године, али тај његов проналазак није доживео велику употребу и успех. Прву пнеуматску гуму која је била спремна за коришћење патентирао је шкотски ветеринар Џон Бојд Данлоп.